# Aeropuerto de Florencia
El Aeropuerto de Florencia o Aeropuerto de Peretola (en italiano: Aeroporto di Firenze) o Aeropuerto Amerigo Vespucci (IATA: FLR, OACI: LIRQ) es un aeropuerto situado en las cercanías de Florencia, Italia. Es, junto con el Aeropuerto de Pisa, uno de los principales aeropuertos de la región de Toscana.
Es un pequeño aeropuerto regional con una sola pista de aterrizaje. Al igual que en otros aeropuertos de pequeño tamaño, los aviones giran al final de la pista tras aterrizar y carretean hasta el principio de la pista para llegar a la plataforma y terminal.
En 1990, el aeropuerto fue renombrado en honor del ciudadano florentino Amerigo Vespucci, un comerciante y cartógrafo italiano que dio nombre a América.

## Historia
El primer campo de vuelos de Florencia fue creado en el Campo di Marte en 1910 cuando las autoridades militares permitieron que el vasto campo fuese usado para Experimentos en navegación aérea. Campo di Marte se convirtió entonces en el primer aeropuerto de Florencia, y permaneció como tal durante los años 1920. Pronto fue rodeado por urbanizaciones de nueva construcción y el campo de vuelos se quedó pequeño para los nuevos aviones de la época. Se decidió reubicar el aeropuerto en un lugar más adecuado y en 1928 se eligió la localidad de Cipresso del Nistro, a medio camino entre Florencia y Sesto Fiorentino para ubicarlo. El nuevo Aeropuerto de Peretola fue inaugurado el 4 de junio de 1931.
Peretola era un gran campo de vuelos donde los aviones aterrizaban y despegaban en cualquier dirección, hasta que el Ministerio de Aeronáutica decidió agrandar y mejorar el campo de vuelos. El recinto aeroportuario se extendió hacia Castello, y en 1939 se construyó una nueva pista asfaltada de 60 metros de ancho y 1000 metros de largo orientada en dirección noreste.
A finales de los años 1940 Peterola recibió sus primeros vuelos comerciales de pasajeros con el DC-3 de la aerolínea Aérea Teseo. En 1949, sin embargo, la compañía dejó de operar. A finales de los años 1950 y años 1960, Alitalia, usando también Dc-3 ofreció la ruta Roma-Florencia-Venecia y Roma-Florencia-Milán. Posteriormente se unió ATI que ofreció diferentes vuelos de cabotaje con Fokker F27. A principios de los años 1980 se decidió ampliar y mejorar las instalaciones del aeropuerto y Peretola despegó de nuevo.
En 1984, SAF (Società Aeroporto Fiorentino, actualmente denominada Aeroporto di Firenze, S.p.A., la compañía que gestiona el aeropuerto) fue fundada y en el mismo año los trabajos de mejora del aeropuerto terminaron: la ampliación de la pista hasta 1.400 metros y su iluminación, instalación de radioayudas VOR-DME y la renovación de la terminal aeroportuaria. En septiembre de 1986 los vuelos regulares volvieron a operar. Desde entonces el número de pasajeros y aeronaves se ha incrementado continuamente.
En 1990, tras un intenso debate que involucró a políticos e intelectuales florentinos, el aeropuerto fue nominado en honor a Américo Vespucio, una gran navegante y cartógrafo florentino que dio nombre al continente americano.
En 1992 se inauguró el edificio que actualmente se dedica a llegadas, construido por Aeroporto di Firenze. Dos años después se inauguró el edificio de salidas, construido por Civilavia. En 1994 el Ayuntamiento de Florencia construyó un aparcamiento en la entrada del aeropuerto. La ampliación definitiva tuvo lugar en 1996 cuando se alargó la pista 250 metros más y se amplió el área de salidas. En la actualidad (2007) el área terminal tiene una superficie de 1.200 metros cuadrados con 15 mostradores de facturación.
Desde el 9 de abril de 1998 Aeroporto di Firenze tiene una concesión administrativa para gestionar todas las infraestructuras aeroportuarias y ha asumido todo lo relacionado con el mantenimiento y desarrollo futuro del Aeropuerto de Florencia.
A finales de 1999 se comenzó un nuevo proyecto de ampliación y mejora del aeropuerto, que afectó a las terminales de llegadas y salidas, las zonas de aparcamientos y las zonas dedicadas a las oficinas de gestión del aeropuerto.
El julio de 2000, Aeroporto di Firenze, S.p.A. debutó en la bolsa. En lo referente a calidad, el aeropuerto de Florencia fue de los primeros aeropuertos europeos en obtener el certificado de calidad UNI EN ISO 9001/2000 para todos sus servicios.
El 5 de diciembre de 2012 Vueling ha anunciado la apertura de una nueva base de operaciones desde la que vuelan a Florencia a siete destinos en Europa: Hamburgo, Barcelona, Berlín, Copenhague, Londres Heathrow, Madrid y París Orly.

## Transporte terrestre
El aeropuerto está conectado a la estación de Florencia Santa Maria Novella y al centro histórico por la línea T2 de la red de tranvías de Florencia.
La conexión con la estación también está asegurada por el servicio de autobuses Vola in Bus gestionado por ATAF y Busitalia; la conexión con las ciudades de Prato, Pistoia, Montecatini Terme y el aeropuerto de Pisa está garantizada por el servicio FlyBus gestionado por la Compagnia Toscana Trasporti, que conecta el aeropuerto con Lucca y Viareggio a través del local Vaibus.
También se está planificando una nueva estación de tren cerca del aeropuerto, a lo largo de la línea Florencia-Pisa-Livorno, en viale Guidoni y la parada de tranvía del mismo nombre.
Se accede desde la autovía:
- Milano - Napoli con la salida en Firenze Nord
- Autostrada A11

## Aerolíneas y destinos

### Destinos nacionales
| Ciudad       | Nombre del aeropuerto        | Aerolíneas  | Aeronaves | Frecuencias semanales |
| Italia       | Italia                       | Italia      | Italia    | Italia                |
| ------------ | ---------------------------- | ----------- | --------- | --------------------- |
| Catania      | Aeropuerto de Catania        | Vueling     | A3xx      |                       |
| Isla de Elba | Aeropuerto de Elba           | Silver Air  |           |                       |
| Olbia        | Aeropuerto de Olbia          | Vueling     | A3xx      |                       |
| Palermo      | Aeropuerto de Palermo        | Vueling     | A3xx      |                       |
| Roma         | Aeropuerto de Roma-Fiumicino | ITA Airways | A         |                       |

### Destinos internacionales
| Ciudades por países  | Nombre del aeropuerto                    | Aerolíneas                               | Aeronaves | Frecuencias semanales |        |
| Europa               | Europa                                   | Europa                                   | Europa    | Europa                | Europa |
| -------------------- | ---------------------------------------- | ---------------------------------------- | --------- | --------------------- | ------ |
| Albania              |                                          |                                          |           |                       |        |
| Tirana               | Aeropuerto de Tirana                     | Albawings                                | B737-400  |                       |        |
| Alemania             |                                          |                                          |           |                       |        |
| Frankfurt            | Aeropuerto de Fráncfort del Meno         | Air Dolomiti                             | E-195LR   |                       |        |
| Múnich               | Aeropuerto de Múnich                     | Air Dolomiti                             | E-195LR   |                       |        |
| Austria              |                                          |                                          |           |                       |        |
| Viena                | Aeropuerto de Viena-Schwechat            | Austrian Airlines                        |           |                       |        |
| Bélgica              |                                          |                                          |           |                       |        |
| Bruselas             | Aeropuerto de Bruselas-National          | Brussels Airlines                        | A3xx      |                       |        |
| Dinamarca            |                                          |                                          |           |                       |        |
| Copenhague           | Aeropuerto de Copenhague-Kastrup         | SAS Vueling                              | A3xx      |                       |        |
| España               |                                          |                                          |           |                       |        |
| Barcelona            | Aeropuerto de Barcelona                  | Vueling                                  | A3xx      |                       |        |
| Bilbao               | Aeropuerto de Bilbao                     | Volotea Vueling                          | A3xx      |                       |        |
| Gran Canaria         | Aeropuerto de Gran Canaria               | Binter Canarias                          | E-195E2   |                       |        |
| Madrid               | Aeropuerto de Madrid-Barajas             | Iberia Vueling                           | A3xx      |                       |        |
| Francia              |                                          |                                          |           |                       |        |
| Burdeos              | Aeropuerto de Burdeos                    | Volotea                                  | A3xx      |                       |        |
| París                | Aeropuerto de París-Charles de Gaulle    | Air France                               |           |                       |        |
| París                | Aeropuerto de París-Orly                 | Vueling                                  | A3xx      |                       |        |
| Grecia               |                                          |                                          |           |                       |        |
| Atenas               | Aeropuerto de Atenas                     | Aegean Airlines                          | A32x      |                       |        |
| Mikonos              | Aeropuerto Nacional de Míconos           | Vueling                                  | A3xx      |                       |        |
| Santorini            | Aeropuerto Nacional de Santorini (Thira) | Vueling                                  | A3xx      |                       |        |
| Luxemburgo           |                                          |                                          |           |                       |        |
| Ciudad de Luxemburgo | Aeropuerto de Luxemburgo                 | Luxair                                   |           |                       |        |
| Noruega              |                                          |                                          |           |                       |        |
| Bergen               | Aeropuerto de Bergen                     | Widerøe                                  |           |                       |        |
| Países Bajos         |                                          |                                          |           |                       |        |
| Ámsterdam            | Aeropuerto de Ámsterdam                  | KLM Vueling                              | A3xx      |                       |        |
| Portugal             |                                          |                                          |           |                       |        |
| Lisboa               | Aeropuerto de Lisboa                     | TAP Portugal                             | A3xx      |                       |        |
| Reino Unido          |                                          |                                          |           |                       |        |
| Edimburgo            | Aeropuerto de Edimburgo                  | British Airways                          |           |                       |        |
| Londres              | Aeropuerto de Londres-City               | British Airways operado por BA Cityflyer | E-190     |                       |        |
| Londres              | Aeropuerto de Londres-Gatwick            | Vueling                                  | A3xx      |                       |        |
| Southampton          | Aeropuerto de Southampton                | British Airways                          |           |                       |        |
| Suiza                |                                          |                                          |           |                       |        |
| Ginebra              | Aeropuerto de Ginebra                    | Swiss                                    | A         |                       |        |
| Zúrich               | Aeropuerto de Zúrich                     | Swiss                                    | A         |                       |        |

## Estadísticas

Mapa del Tranvía de Florencia

Ver fuente y consulta Wikidata.